# Баррюэль, Огюстен

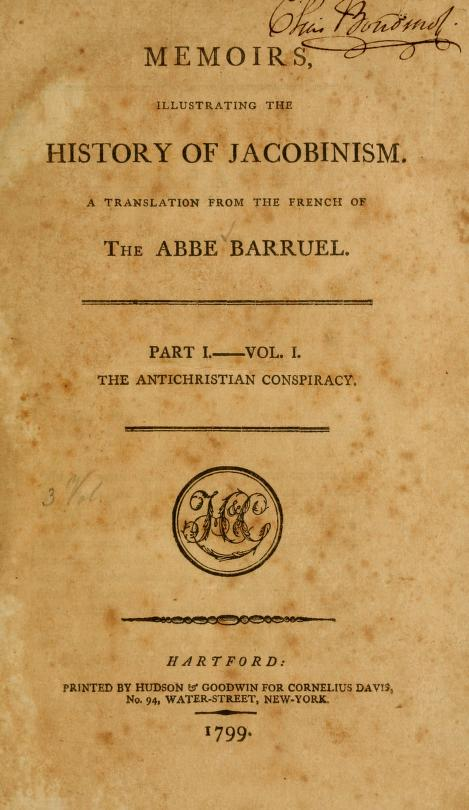
Титульный лист первого английского издания «Мемуаров по истории якобинизма», 1799 г.

Огюстен (де) Баррюэль (фр. Augustin (de) Barruel; 2 октября 1741, Вильнёв-де-Бер — 5 октября 1820, Париж) — французский священнослужитель, аббат, иезуит, публицист, полемист, эссеист, критик масонства и революции, разоблачал «просветительско-иллюминатско-масонский заговор», направленный на свержение европейских монархий и католической церкви. Автор «Мемуаров по истории якобинизма» (фр. Mémoires pour servir à l’histoire du jacobinisme), опубликованных в 1797 году.

## Биография
Родился в дворянской семье. Изучал гуманитарные науки в лицее в Турнон-сюр-Роне, в октябре 1756 года вступил в Орден иезуитов. Преподавал грамматику в иезуитском коллеже в Тулузе до изгнания иезуитов из Франции по указу Людовика XV (1764), после чего вернувшись в дом своих родителей, узнал, что исповедник королевы Марии Лещинской набирает французских иезуитов в Польшу, эмигрировал в Речь Посполитую, затем — в Габсбургскую монархию.
Изучал теологию в Богемии, преподавал в Моравии. В 1768 году — рукоположён.
Будучи принятым гувернёром в аристократической семье, совершил с воспитанником путешествие в Италию, затем до 1773 года жил в Авиньоне до полного запрета папой Ордена иезуитов.
Принял сан аббата и в 1774 году вернулся во Францию. В 1774—1777 годах жил в замке Шомон в качестве воспитателя детей принца Саксонского.
В 1774—1784 Баррюэль сотрудничал с «Литературным ежегодником», где резко критиковал философию Просвещения. В 1781 развил эту критику в «Письмах провинциального философа», получивших широкий резонанс и неоднократно переиздававшихся. В 1788—1792 практически в одиночку издавал «Газету духовенства». В 1789 выпустил памфлет «Истинный патриот, или Рассуждение о подлинных причинах нынешней революции», где утверждал, что революция является Божьей карой для Франции за неправедный образ жизни, прежде всего духовенства. В ряде произведений резко осудил гражданское устройство Церкви во Франции.
После падения монархии в результате Великой французской революции О. Баррюэль в 1792 году эмигрировал в Англию, где нашёл прибежище у Э. Берка. В 1794 году выпустил в Лондоне «Историю духовенства во время Французской революции»: не отказываясь от идеи революции как «Божьей кары», он выдвинул также тезис о революции, как следствии «заговора» философов.
В 1796—1797 годах он опубликовал «Мемуары по истории якобинизма», доказывая, что причиной революции стал «тройной заговор» философов, франкмасонов и баварских иллюминатов с целью уничтожить христианскую церковь, монархию и, в конце концов, общество. Называл Адама Вейсгаупта, основателя Ордена иллюминатов — «воплощением дьявола». Книга имела большой международный резонанс и была переведена практически на все европейские языки.
После переворота 18 брюмера Баррюэль призвал французское духовенство подчиниться законам своей страны, если они не противоречат морали и религии.
В 1802 году он вернулся во Францию и стал каноником собора Парижской Богоматери.
В сочинении «О папе и религиозных правах» (1803) поддержал Конкордат Наполеона 1801 года. Во время конфликта папы Пия VII с Наполеоном Бонапартом Баррюэль выступил в поддержку первого, из-за чего в 1811 году был арестован. После восстановления Ордена иезуитов (1814) вновь стал его членом.
В XIX—XX веках предложенная Баррюэлем теория масонского заговора как причины Великой французской революции активно использовалась консервативными идеологами Франции. Хотя современная историография отвергла эту концепцию как необоснованную, «Мемуары по истории якобинизма» доныне считаются ценным источником по истории социокультурной среды века Просвещения, благодаря широкому кругу использованных Баррюэлем аутентичных документов.

## Публикации
- Ode sur le Glorieux Avènement de Louis-Auguste au Trône, Présenté à la Reine, Paris, Valade, 1774.
- Traduction du Latin de M. l’abbé Boscovich, Les Éclipses, poème en six chants, Paris, Valade et Laporte, 1779.
- Les Helviennes, ou Lettres Provinciales Philosophiques, Amsterdam et Paris, Laporte, 1781; Amsterdam et Paris, Moutard, 2 Vol., 1784 et 3e Vol., 1784—1785; Amsterdam et Paris, Briant, Vol. 4-5, 1788; 7e éd. Paris, Pailleux, 1830.
- Lettres sur le Divorce, à un Député de l’Assemblée Nationale, ou bien, Réfutation d’un Ouvrage Ayant pour Titre: "Du Divorce, " Paris, Crapart, 1789.
- Le Patriote Véridique, ou Discours sur les Vraies Causes de la Révolution Actuelle, Paris, Crapart, 1789.
- Le Plagiat du Comité Soi-disant Ecclésiastique de l’Assemblée Nationale, ou Décret de Julien l’Apostat, Formant les Bases de la Constitution Civile du Clergé Français, Suivi des Représentations de Saint Grégoire de Nazianze, Antioche et Autun, Imprimerie Impériale, 1790.
- Les Vrais Principes sur le Mariage, Opposés au Rapport de M. Durand de Maillane et Servant de Suite aux Lettres sur le Divorce, Paris, Crapart, 1790.
- De la Conduite des Curés dans les Circonstances Présentes. Lettre d’un Curé de Campagne à son Confrère, Député à l’Assemblée Nationale, sur la Conduite à Tenir par les Pasteurs des Ames, dans les Affaires du Jour, Paris, Crapart, 1790.
- Développement du Serment Exigé des Prêtres en Fonction par l’Assemblée Nationale, Paris, Craparad, 1790.
- Question Nationale sur l’Autorité et sur les Droits du Peuple dans le Gouvernement, Paris, Craparad, 1791.
- Question Décisive sur les Pouvoirs ou la Juridiction des Nouveaux Pasteurs, Paris, Crapart, 1791.
- Développement du Second Serment Appelé Civique, Décrété le 16 et le 29 Novembre 1791, Paris, Crapard, [1791] [Pergamon Press, "Les archives de la Révolution française, " 1989].
- Préjugés Légitimes sur la Constitution Civile du Clergé et sur le Serment Exigé des Fonctionnaires Publics, Paris, Crapart, 1791.
- Collection Ecclésiastique ou Recueil Complet des Ouvrages Faits Depuis l’Ouverture des États Généraux, Relativement au Clergé, à sa Constitution Civile, Décrétée par l’Assemblée Nationale, Sanctionnée par le Roi, Paris, Crapart, 1791—1793.
- Lettre Pastorale de M. l'Évêque d’Evreux, à ses Diocésains. En leur Adressant l’Apologie de la Conduite du Pape, dans les Circonstances Présentes, Paris, Crapart, 1792.
- Histoire du Clergé Pendant la Révolution Française, 2 vol., Londres et Paris, Chez les libraires, 1797.
- Mémoires pour Servir à l’Histoire du Jacobinisme, Hambourg, 5 vol., P. Fauche, 1798—1799. Rééditions: Hambourg, P. Fauche, 1803; Édition Revue et Corrigée, 1818; Abrégé par E. Perrenet éd. Paris, La Renaissance française, 1911; avec un introduction de Christian Lagrave, Diffusion de la pensée française, "Les Maîtres de la Contre-révolution, " 1974; Extraits sous le titre: Spartacus Weishaupt, Fondateur des Illuminés de Bavière, Ventabren, Les Rouyat, 1979; Pergamon press, "Les archives de la Révolution Française, " 1989; Éditions de Chiré, "Les Maîtres de la Contre-révolution, " 2 t., 2005.
- Abrégé des Mémoires pour Servir à l’Histoire du Jacobinisme, 2 vol., Londres, P. Le Boussonnier, 1798, 1799; Luxembourg, 1800; Hambourg, P. Fauche, 1800, 1801; Paris: A. Le Clère, 1817.
- Lettres d’un Voyageur à l’Abbé Barruel, ou Nouveaux Documents pour ses Mémoires, Nouvelles Découvertes Faites en Allemagne, Anecdotes sur Quelques Grands Personnages de ce Pays, Chronique de la Secte, etc. (1er juin-1er novembre 1799), Londres, Dulau, 1800.
- Du Pape et de ses Droits Religieux, à l’Occasion du Concordat, 2 vol., Paris, Crapart, 1803.
- Trois Propositions sur l’Église de France, Établie en Vertu du Concordat, Londres, J. Booker, [1804].
- Du Principe et de l’Obstination des Jacobins, en Réponse au Sénateur Grégoire, Paris, 1814; [Trad. italienne: Del principio e della ostinazione dei Giacobini; risposta dell’abate Barruel al senator Gregoire, Torino, Galletti, 1814].
- Réplique Pacifique aux Trois Avocats de M. le Sénateur Grégoire, Paris, [s. n.], 1814.
- Recueil Précieux pour les Historiens de ce Temps, ou Choix de Brochures et de Pamphlets sur les Personnages et les Événements de la Révolution à dater de la Première Abdication de Buonaparte jusqu’au Moment Présent, 4 vol., Paris, Chez les marchands de nouveautés, 1815.
- Réponse a l’avocat de la Petite-Église, Laval, Portier, [1818].
- Lettres inédites de Barruel à son retour d’exil (1802—1806), publiées par Abel Dechêne, Aubenas, C. Habauzit, 1923.